# Rudolf Wissell
Rudolf Wissell, född 9 mars 1869 i Göttingen, död 13 december 1962 i Västberlin, var en tysk socialdemokratisk politiker.
Wissell var till en början maskinarbetare och blev sedan arbetarsekreterare. Våren 1918 insattes han genom en uppmärksammad valseger över en oavhängig motkandidat i tyska riksdagen såsom representant för valkretsen Niederbarnim och efterträdare till den avlidne riksdagsmannen Arthur Stadthagen. Efter revolutionen inträdde Wissell vid schismen mellan oavhängiga och majoritetssocialister i folkombudsmännens råd 29 december 1918 och övertog ledningen av de socialpolitiska ärendena. 
Den 13 februari 1919 blev han rikshushållningsminister i ministären Philipp Scheidemann, övergick 21 juni samma år i Gustav Bauers ministär och avgick med den 1 oktober 1919. Han blev därefter sekreterare i Allgemeiner Deutscher Gewerkschaftsbund och 1924 förlikningsman i arbetstvister i Stor-Berlin. Han var 1919-20 ledamot av nationalförsamlingen och var 1920-33 ledamot av Weimarrepublikens tyska riksdag. Han var även riksarbetsminister i Hermann Müllers ministär 1928-30.